# Skills
Skills är en svensk actionfilm från 2010 i regi av Johannes Pinter.

## Handling
Kelvin (Marcus Gustafsson) är en 18-årig kille som tampas med lojaliteten till sina vänner, hamnar i konflikter med sin far (som är polis) och utövar parkour. När hans far under arbetet med ett fall blir skjuten och hamnar i koma bestämmer sig Kelvin för att själv söka efter gärningsmannen. Han upptäcker då en värld av subkulturer med egna lagar och spelregler.

## Skådespelare
- Marcus Gustafsson som Kelvin
- Peter Andersson som Robert (Kelvins far)
- Sean Banan som Stretch
- Farid Sohradi som Milo (Stretchs bror)
- Caroline Harrysson som Susanne
- My Magnusson som Linda
- Richard Castefjord som Frank (Tommys far)
- Filip Ljungberg som Tommy
- Ilias Patli som Mickey
- Nina Troéng som Bea
- Anton Kalinitchenko som Lolo